# اووچینگا
اووچینگا (به صربی: Ovčinja) یک منطقهٔ مسکونی در صربستان است که در بایینا باشتا واقع شده‌است. اووچینگا ۵۸۲ نفر جمعیت دارد.